# Microsoft Office 2004 voor Mac
Microsoft Office 2004 voor Mac is de op twee na recentste versie van Microsoft Office ontwikkeld door Microsoft voor de Apple Macintosh-computer. De software was oorspronkelijk geschreven voor PowerPC-Macs. Macs met Intel CPU's zullen gebruik moeten maken van Rosetta om het programma te laten werken. Omdat in de nieuwste versie van Mac OS X (Mac OS X Lion) Rosetta niet meer aanwezig is, werkt Office 2004 niet meer in deze versie. Microsoft Office 2004 is op 15 januari 2008 opgevolgd door Microsoft Office 2008, dat is geschreven om alleen te werken op Intel Macs. Office 2008 voor Mac is op zijn beurt weer opgevolgd door Microsoft Office 2011 voor Mac. De ondersteuning voor Microsoft Office 2004 duurt tot 10 januari 2012.

## Edities
Microsoft Office voor Mac 2004 is beschikbaar in drie edities: Standard, Professional en Student and Teacher. Alle 3 de edities bevatten Word, Excel, PowerPoint en Entourage. De Professional-versie bevat Microsoft Virtual PC. De Student and Teacher editie kan niet worden geüpgraded als er een nieuwere versie van Microsoft Office beschikbaar wordt gesteld. Dat wil zeggen dat er een heel nieuwe versie moet worden aangeschaft.

## Programma's
Hieronder staan de programma's kort beschreven die het pakket bevat. Zie de hoofdartikelen voor een uitgebreide beschrijving.

### Word 2004
Microsoft Office Word is een tekstverwerker, waarmee het mogelijk is om een tekst te typen en op te maken. Het gebruikt standaard het bestandsformaat .doc om documenten te bewerken en op te slaan. Men kan bij Microsoft een speciaal hulpprogramma downloaden om bestanden in het nieuwe, XML-gebaseerde bestandsformaat van Microsoft Office Word 2008 voor Mac (.docx) te kunnen openen, bewerken en bewaren.

### Excel 2004
Microsoft Office Excel is een spreadsheetprogramma. Het gebruikt standaard het bestandsformaat .xls om documenten te bewerken en op te slaan. Men kan bij Microsoft een speciaal hulpprogramma downloaden om bestanden in het nieuwe, XML-gebaseerde bestandsformaat van Microsoft Office Excel 2008 voor Mac (.xlsx) te kunnen openen, bewerken en bewaren.

### PowerPoint 2004
Microsoft Office PowerPoint is een presentatieprogramma, dat kan worden gebruikt om Slideshows met tekst, graphics, video's e.d te creëren. Standaard wordt de bestandsextensie .pps gebruikt om presentaties te bewerken en op te slaan. Men kan bij Microsoft een speciaal hulpprogramma downloaden om bestanden in het nieuwe, XML-gebaseerde bestandsformaat van Microsoft Office PowerPoint 2008 voor Mac (.ppsx) te kunnen openen, bewerken en bewaren.

### Entourage 2004
Microsoft Office Entourage is de Mac-variant van het e-mail-programma Microsoft Office Outlook. Behalve e-mail bevat het ook: een kalender, adresboek, takenlijst en een notitieblok.